# Esteban Ramírez Jiménez
Esteban Ramírez Jiménez (n. San José, 15 d'octubre de 1973) és un productor i director cinematogràfic costa-riqueny.
És un dels cineastes més coneguts i reeixits del país i alguns dels seus treballs han collit reconeixements internacionals.

## Biografia
Esteban Ramírez va néixer a San José en 1973, fill de Víctor Ramírez, un productor audiovisual i Norma Jiménez, una sociòloga i ballarina de dansa. Va estudiar a l'Escola de Ciències de la Comunicació Col·lectiva de la Universitat de Costa Rica. En 1996, va fundar CINETEL, companyia productora amb la qual incursiona amb èxit en televisió, documentals i publicitat.
Abans de fer les seves primeres pel·lícules, Ramírez va realitzar diversos documentals i curtmetratges de ficció, utilitzant per a això variats estils i formats; entre ells destaquen Rehabilitación concluida (Premi a la Millor Actriu en la VII Mostra de Cinema i Vídeo Costa-riqueny), i el seu primer gran èxit Once rosas, filmada en 35 mm amb la qual va obtenir el Premi a la Millor Ficció en la IX Mostra de Cinema i Vídeo Costa-riqueny en 2000, posteriorment va ser seleccionada per als prestigiosos festivals internacionals de cinema de Moscou, São Paulo, Osca, l'Havana, Lima, Viña del Mar, Los Angeles i Cartagena, entre molts altres, sense aconseguir cap nominació.
Ramírez va debutar amb el seu primer llargmetratge anomenat Caribe en 2004, cinta d'un cert tall ambientalista i de denúncia social, enmig d'un triangle amorós. En ella va incloure artistes reconeguts a nivell internacional com Jorge Perugorría, Cuca Escribano i Maya Zapata. Caribe va obtenir una gran acceptació del públic i la crítica a nivell nacional i internacional, sent la primera pel·lícula costa-riquenya a ser acceptada per l'Acadèmia de Hollywood per a competir pels Premis Oscar en la categoria a la Millor Pel·lícula Estrangera, i va convertir a Ramírez en l'únic centreamericà fins avui a guanyar un premi a Millor Director en un Festival Llatinoamericà (Trieste, Itàlia).
El seu segon llargmetratge va ser Gestación A la data, és una de les pel·lícules més vistes en la història del cinema costa-riqueny, amb 131.612 espectadors en el seu any d'estrena. La pel·lícula també va ser reconeguda fora de Costa Rica amb 9 premis internacionals, incloent el de millor director en el Festival Internacional de Cinema de Bogotà i aconseguint ser la primera pel·lícula centreamericana que HBO exhibís per al seu senyal als Estats Units.
La seva tercera pel·lícula va ser Presos, estrenada en 2015 i filmada en col·laboració amb una productora colombiana. La cinta va guanyar, en el Festival Internacional de Cinema de Santander, la categoria de Millor pel·lícula i Millor actriu (interpretació masculina o femenina) per al treball protagonista de Natalia Arias.

## Filmografia

### Cinema
- Caribe (2004)
- Gestación (2009)
- Presos (2015)
- La boda del tigre (2020)
- Ámbar (2020)

### Curtmetratges
- Once Rosas (Ficció, 23 minuts, 2001).
- Rehabilitación Concluida (Ficció, 13 minuts, 1998).
- Planos Cerrados de Cuba (Documental, 15 minuts, 1997)
- El SIDA en Costa Rica (Documental, 15 minuts, 1996).
- Para Dos No Hay Vía (Ficció, 15 minuts, 1995).
- I Mae (Ficció, 23 minuts, 2011)